# Ferrari Monza
Den här artikeln handlar om 1950-talets sportvagn. För den moderna sportbilen med samma namn, se Ferrari Monza SP.
Ferrari Monza är en serie sportvagnar, tillverkade av den italienska biltillverkaren Ferrari mellan 1953 och 1957.

## Bakgrund
Aurelio Lampredi hade ersatt Gioacchino Colombo som Ferraris chefskonstruktör i slutet av fyrtiotalet. Hans första uppgift blev att ta fram en fyrcylindrig motor för formel 2-bilar. Från säsongen 1952 användes Lampredis motor även i formel 1-bilarna med stor framgång och Alberto Ascari blev världsmästare både 1952 och 1953 med dessa bilar.
Från 1953 ersatte Lampredis motor även Colombos lilla V12:a i Ferraris mindre sportvagnar.

## Utveckling

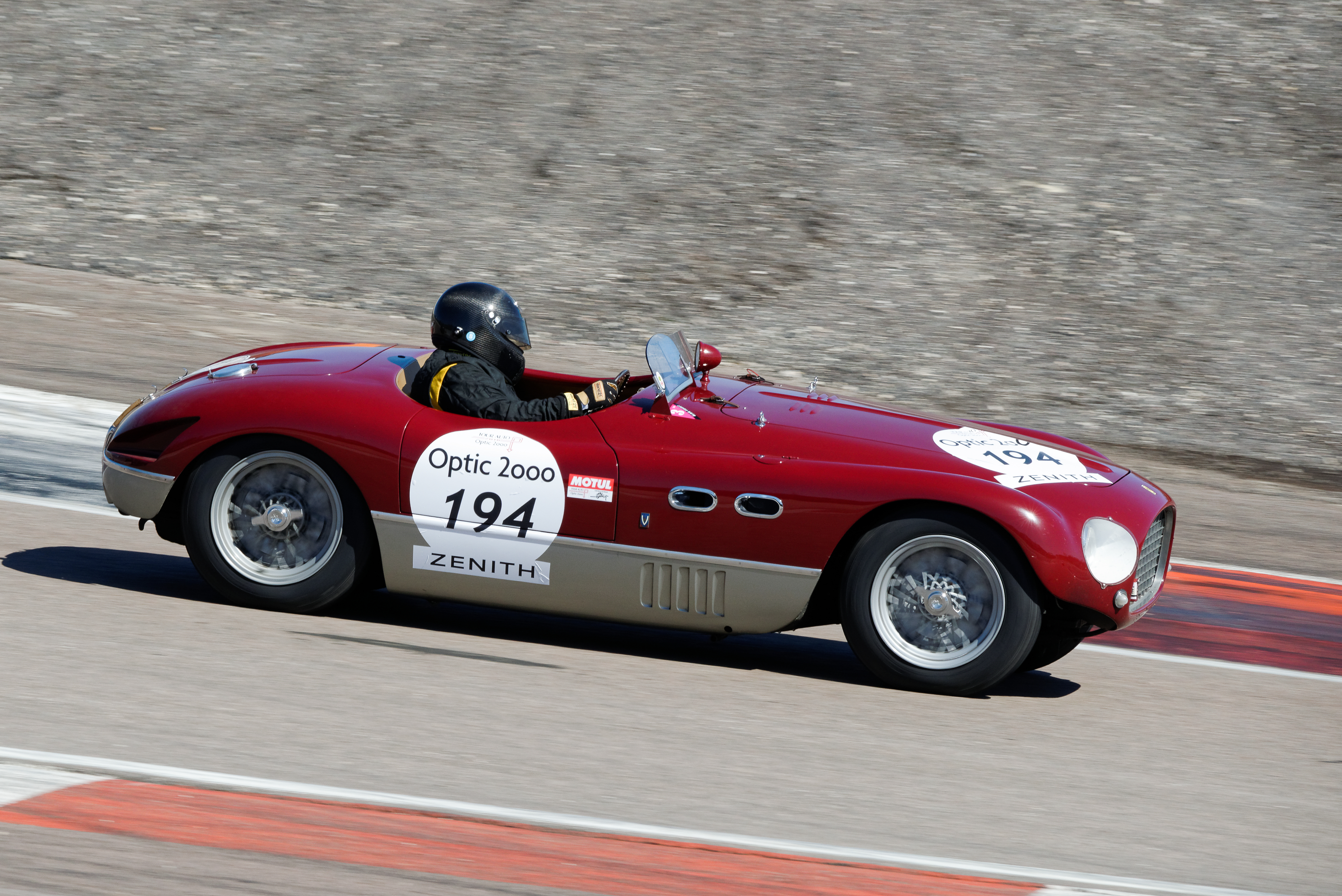
Ferrari 625 TF

### 625 TF/735 S
1953 byggde Ferrari två prototyper, 625 TF med 2,5-litersmotor och 735 S med trelitersmotor i 250 MM-chassin. Modellbeteckningen hänvisar till cylindervolymen i kubikcentimeter per enskild cylinder.

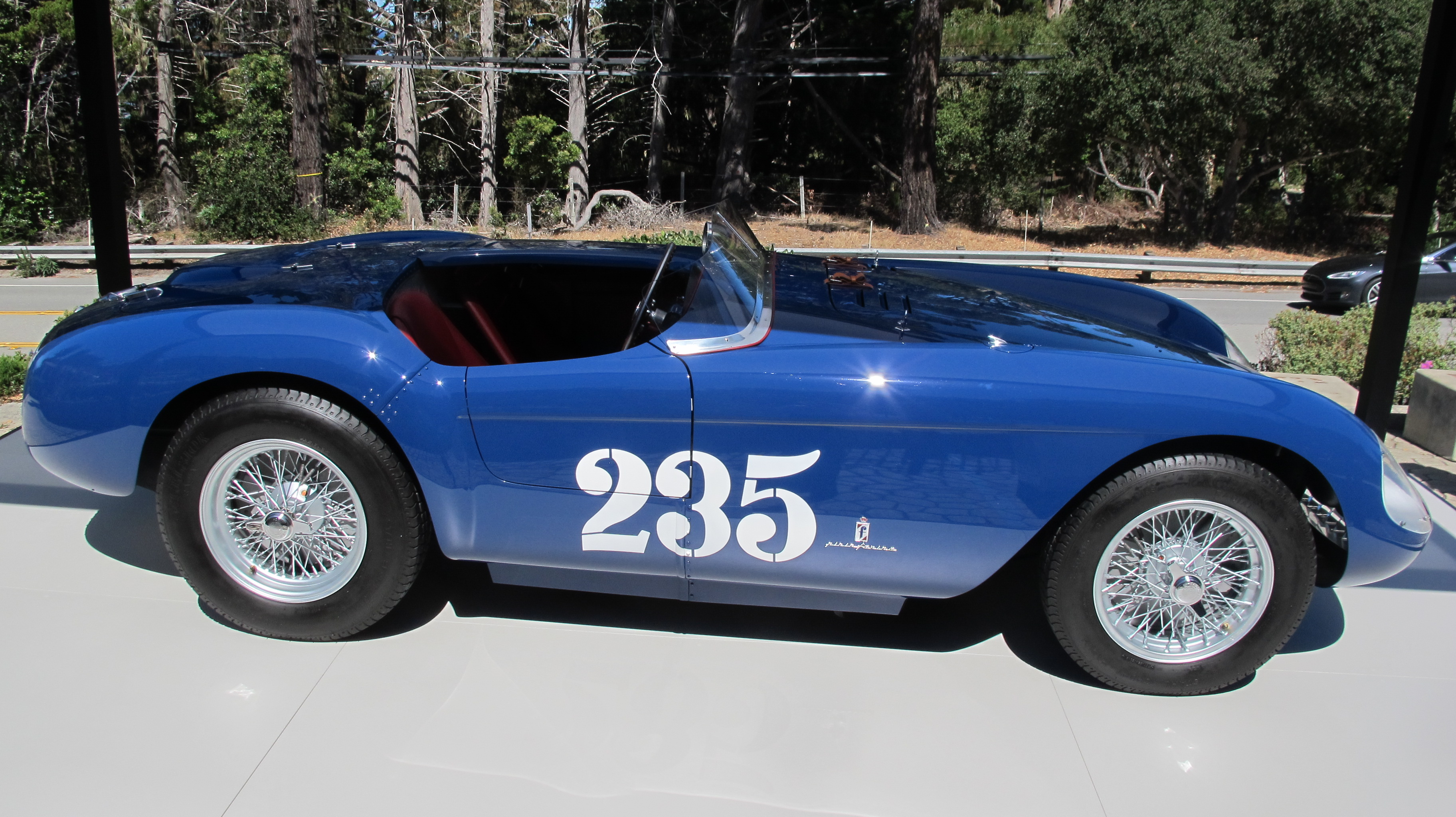
Ferrari 500 Mondial

### 500 Mondial
I december 1953 debuterade 500 Mondial, med tvålitersmotor från formel 1-bilen. Modellen kallades Mondial med hänvisning till Ascaris VM-titlar. Motorn var nedtrimmad för att hålla för långdistanstävlingar.

### 750 Monza
1954 tillkom trelitermodellen 750 Monza. Ferrari byggde även en prototyp med treliters V12:a, kallad 250 Monza.

### 500 TR
1954 uppdaterades tvålitersmodellen till 500 TR. Bilen fick skruvfjädrar runt om, men också en enklare, stel bakaxel. Motorn fick ett rödmålat cylinderhuvud, vilket gav namnet Testa Rossa (= rött huvud på italienska).

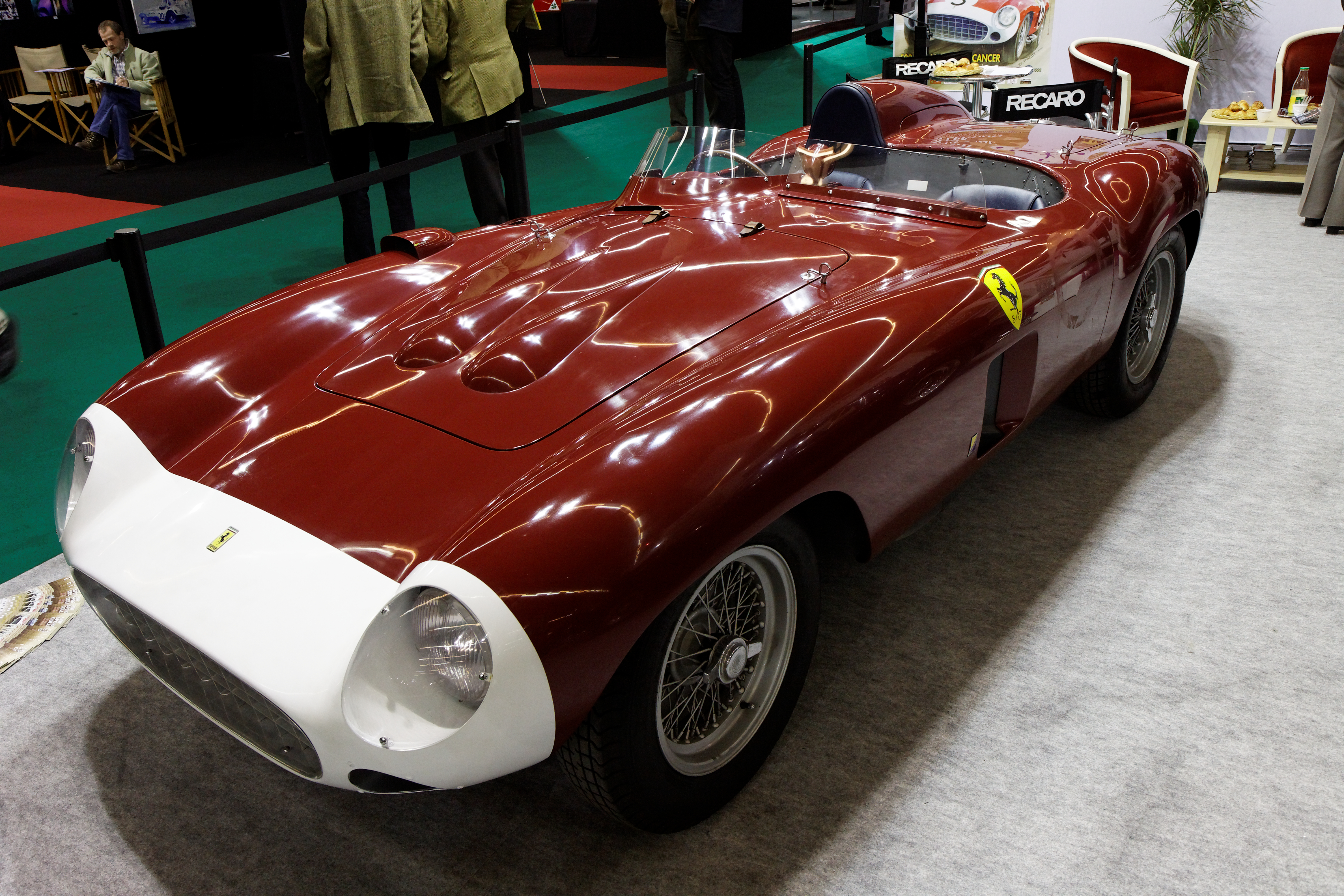
Ferrari 857 S

### 857 S
1955 mötte Ferrari övermäktigt motstånd i form av Mercedes-Benz 300 SLR. Varken 750 Monza eller den sexcylindriga 735 LM hängde med, så Ferrari tog fram 857 S med en 3,4-litersmotor.

### 860 Monza
860 Monza från 1956 var en vidareutveckling av 857:an. Bilen blev den mest framgångsrika av Monza-modellerna.

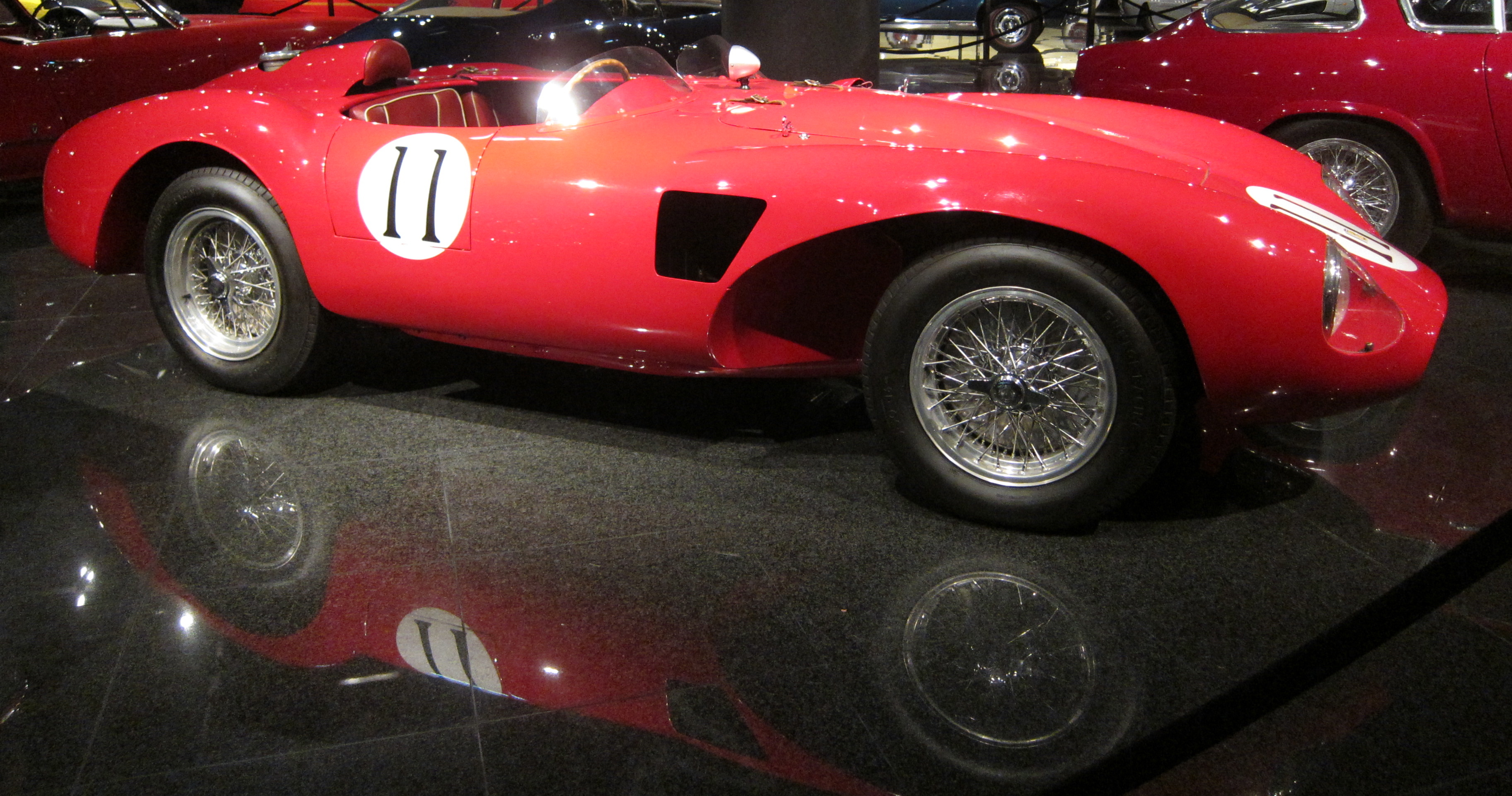
Ferrari 625 LM

### 625 LM
Efter Le Mans-katastrofen 1955 beslutade arrangören ACO att motorerna i 1956 års lopp skulle begränsas till 2,5 liter. Varken 860 Monza eller den stora 290 MM kvalade in, så Ferrari tog fram 625 LM speciellt för Le Mans-loppet.

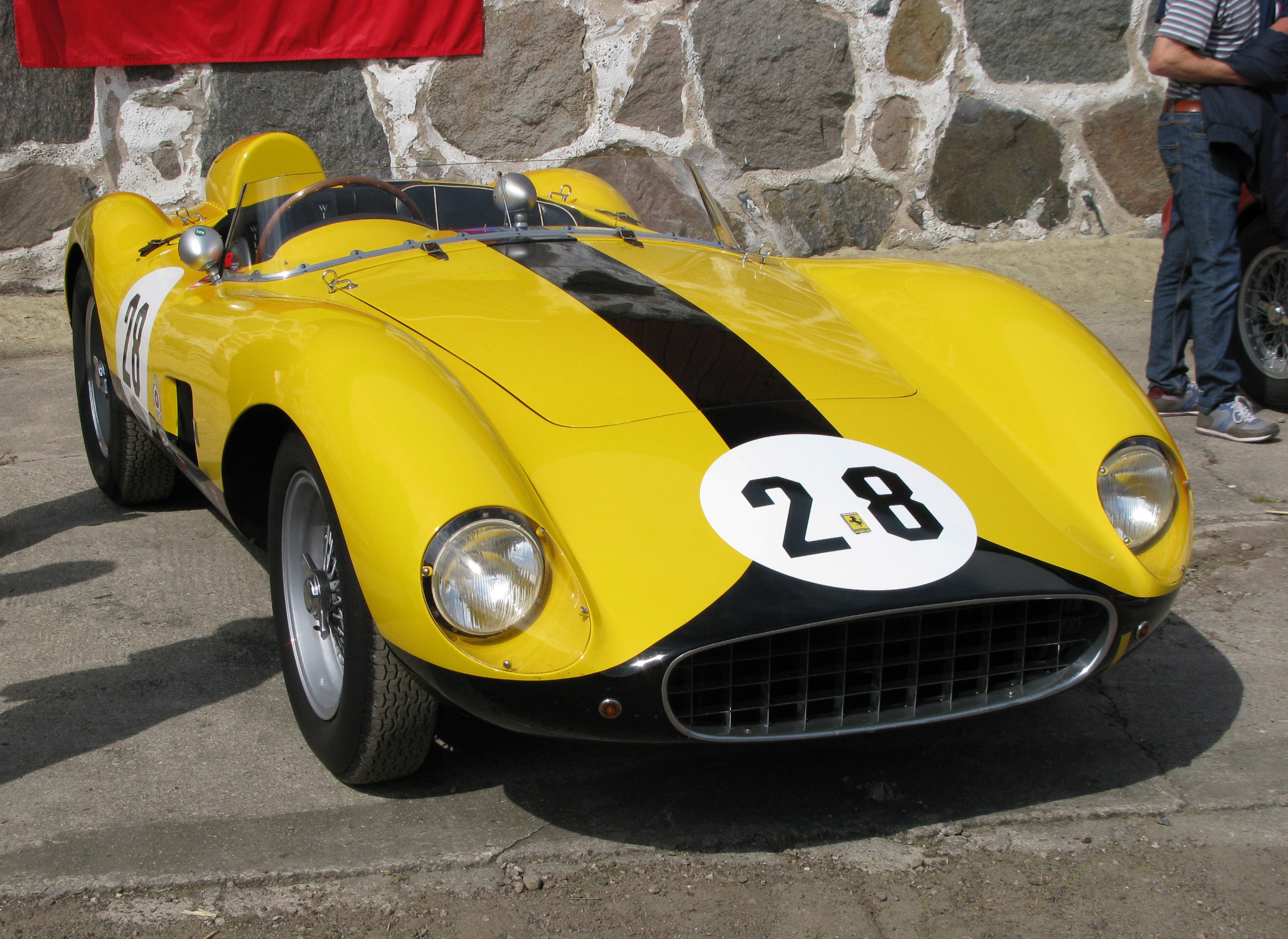
Ferrari 500 TRC

### 500 TRC
Efter säsongen 1956 lämnade Ferrari åt privatförarna att tävla med Monza-modellen. Sista utvecklingen blev 500 TRC från 1957. FIA hade infört nya regler som gjorde karosserna mer lika landsvägsvagnar och den nya Testa Rossan hade bland annat dörrar, vindruta och en liten sufflett.
Till 1958 ersattes de fyrcylindriga Monza-modellerna av Ferrari Dino med V6-motor.

## Tekniska data

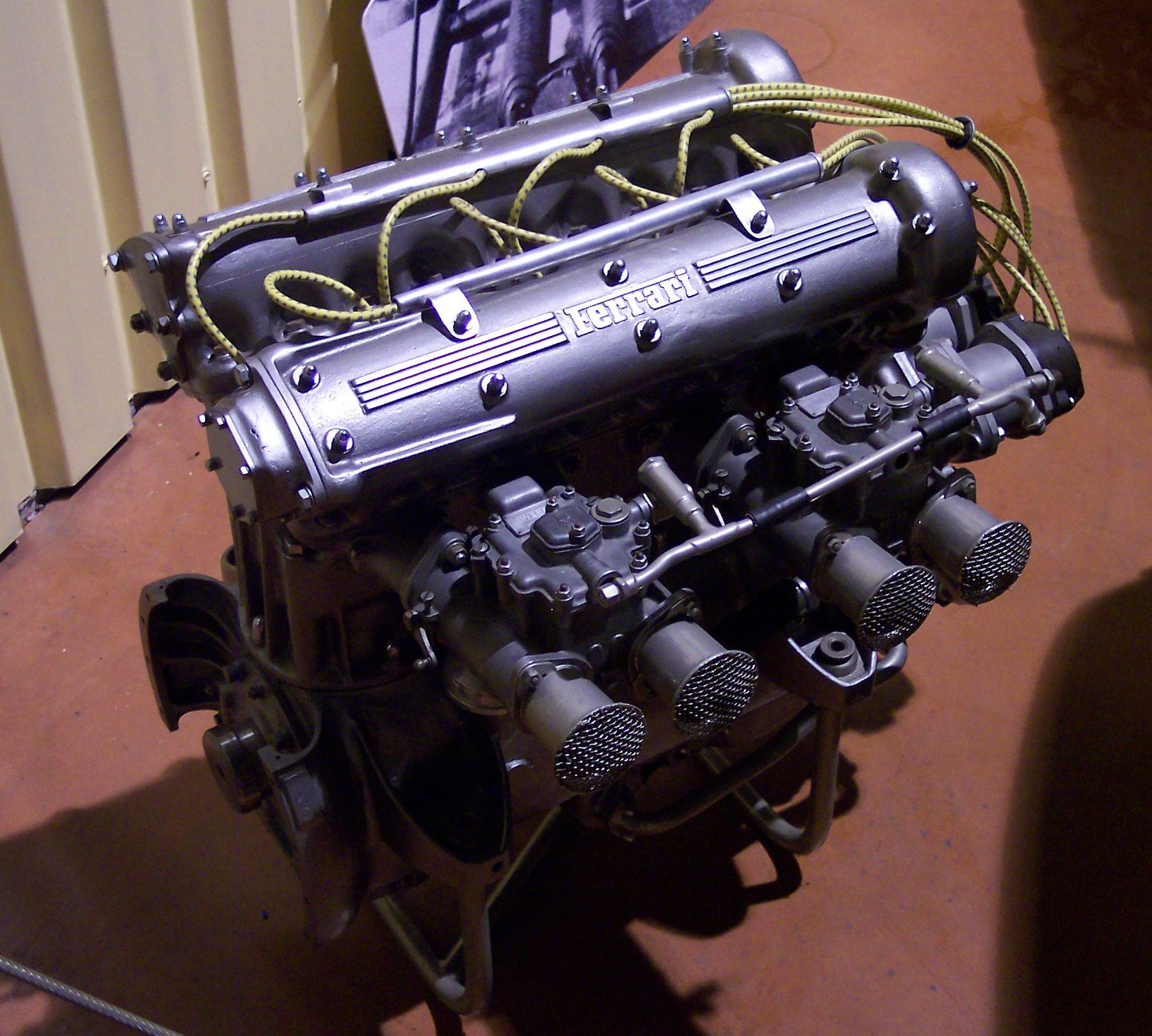
Lampredis fyrcylindriga motor.

| Tekniska data           | 625 TF                                                | 750 Monza                                             | 500 TR                                                | 625 LM                                                | 860 Monza                                             |
| ----------------------- | ----------------------------------------------------- | ----------------------------------------------------- | ----------------------------------------------------- | ----------------------------------------------------- | ----------------------------------------------------- |
| Motor:                  | Frontmonterad 4-cylindrig radmotor                    | Frontmonterad 4-cylindrig radmotor                    | Frontmonterad 4-cylindrig radmotor                    | Frontmonterad 4-cylindrig radmotor                    | Frontmonterad 4-cylindrig radmotor                    |
| Cylindervolym:          | 2498 cm³                                              | 3000 cm³                                              | 1985 cm³                                              | 2498 cm³                                              | 3432 cm³                                              |
| Borrning x slaglängd:   | 94,0 x 90,0 mm                                        | 103,0 x 90,0 mm                                       | 90,0 x 78,0 mm                                        | 94,0 x 90,0 mm                                        | 102,0 x 105,0 mm                                      |
| Kompression:            | 9,0:1                                                 | 9,2:1                                                 | 8,5:1                                                 | 9,1:1                                                 | 8,5:1                                                 |
| Max effekt vid varvtal: | 220 hk vid 8 000 v/min                                | 250 hk vid 6 000 v/min                                | 180 hk vid 7 000 v/min                                | 225 hk vid 6 200 v/min                                | 280 hk vid 6 000 v/min                                |
| Ventilstyrning:         | Dubbla överliggande kamaxlar, 2 ventiler per cylinder | Dubbla överliggande kamaxlar, 2 ventiler per cylinder | Dubbla överliggande kamaxlar, 2 ventiler per cylinder | Dubbla överliggande kamaxlar, 2 ventiler per cylinder | Dubbla överliggande kamaxlar, 2 ventiler per cylinder |
| Förgasare:              | 2 Weber 50 DCOA/3                                     | 2 Weber 58 DCOA/3                                     | 2 Weber 40 DCO/3                                      | 2 Weber 42 DCO/3                                      | 2 Weber 58 DCOA/3                                     |
| Växellåda:              | 4-växlad manuell                                      | 5-växlad manuell                                      | 4-växlad manuell                                      | 4-växlad manuell                                      | 4-växlad manuell                                      |
| Hjulupphängning fram:   | Dubbla tvärlänkar, tvärliggande bladfjäder            | Dubbla tvärlänkar, skruvfjädrar                       | Dubbla tvärlänkar, skruvfjädrar                       | Dubbla tvärlänkar, skruvfjädrar                       | Dubbla tvärlänkar, skruvfjädrar                       |
| Hjulupphängning bak:    | De Dion-axel, tvärliggande bladfjäder                 | De Dion-axel, tvärliggande bladfjäder                 | Stel bakaxel, skruvfjädrar                            | Stel bakaxel, skruvfjädrar                            | De Dion-axel, tvärliggande bladfjäder                 |
| Bromsar:                | Hydrauliska trumbromsar                               | Hydrauliska trumbromsar                               | Hydrauliska trumbromsar                               | Hydrauliska trumbromsar                               | Hydrauliska trumbromsar                               |
| Chassi & kaross:        | Fackverksram av stål med aluminiumkaross              | Fackverksram av stål med aluminiumkaross              | Fackverksram av stål med aluminiumkaross              | Fackverksram av stål med aluminiumkaross              | Fackverksram av stål med aluminiumkaross              |
| Hjulbas:                | 225 cm                                                | 225 cm                                                | 225 cm                                                | 225 cm                                                | 235 cm                                                |
| Torrvikt:               | 730 kg                                                | 760 kg                                                | 680 kg                                                | 700 kg                                                | 860 kg                                                |
| Toppfart:               |                                                       |                                                       |                                                       | 250 km/h                                              |                                                       |

## Tävlingsresultat
Monza-modellerna kördes främst av privatförare i nationella mästerskap och klubbtävlingar, men även Scuderia Ferrari tävlade med bilarna i sportvagns-VM som stöd för märkets större vagnar.
Ferrari tog en dubbelseger i debuttävlingen på Monza för trelitersversionen 750 1954, med Mike Hawthorn och Umberto Maglioli före José Froilán González och Maurice Trintignant. Framgången gav bilen dess namn.
500 Mondial tog en andraplats i Mille Miglia 1954 med Vittorio Marzotto och en klasseger vid Sebring 12-timmars 1956.
Modellseriens främsta framgång blev dubbelsegern med 860 Monza vid Sebring 12-timmars 1956, med Juan Manuel Fangio och Eugenio Castellotti på första plats, före Luigi Musso och Harry Schell.
Även 500 TRC blev en framgångsrik modell, som vann tvålitersklassen i Le Mans 24-timmars 1957 och Targa Florio 1958.

## Tillverkning
| Modell      | Antal |
| ----------- | ----- |
| 625 TF      | 3     |
| 735 S       | 3     |
| 500 Mondial | 31    |
| 750 Monza   | 31    |
| 500 TR      | 16    |
| 857 S       | 4     |
| 860 Monza   | 2     |
| 625 LM      | 4     |
| 500 TRC     | 19    |